# Durenwuliji
Durenwuliji (kinesiska: 都仁乌力吉, 都仁乌力吉苏木) är en socken i Kina. Den ligger i den autonoma regionen Inre Mongoliet, i den norra delen av landet, omkring 220 kilometer nordost om regionhuvudstaden Hohhot.
Genomsnittlig årsnederbörd är 391 millimeter. Den regnigaste månaden är juli, med i genomsnitt 100 mm nederbörd, och den torraste är januari, med 2 mm nederbörd.